# 2006年尼泊爾人民運動
2006年尼泊爾人民運動（直译：「2062年—2063年尼泊尔人民运动」），又称第二次人民运动（जनआन्दोलन २），是指2006年發生在尼泊爾的民主化運動。當時，尼泊爾民眾反对尼泊尔国王贾南德拉的专制統治。
2006年4月24日，贾南德拉国王宣佈恢復尼泊尔众议院。贾南德拉国王呼吁七党联盟一起带领国家走上统一和繁荣之路，同时确保永久和平和维护多党民主。
七党联盟宣佈將重新组建议会，並且新政府將由吉里贾·普拉萨德·柯伊拉腊领导。七党联盟表示新议会還将选出一个制憲機構。
不過當時與尼泊爾政府作戰的尼泊尔共产党（毛主义）拒绝放下武器，他們表示仅仅恢复议会并不能解决问题，他們將继续与政府军作战。毛派堅持召開制宪会议并废除君主制。
5月2日，柯伊拉腊宣布了新内阁成員名單。5 月12 日，被罢免的保皇党政府的四名部长被逮捕。 
2006年5月18日，议会通過一項決議，決定削弱国王的實權，具體內容包括：
- 尼泊爾90,000名政府軍由议会控制
- 对王室及其资产征税
- 撤除皇家顾问委员会
- 宣布尼泊尔为世俗国家，尼泊爾不再以印度教為國教
- 废除舊国歌
- 国王不再是尼泊爾陆军最高统帅

此外该決議的效力大於尼泊爾1990年宪法。
一些人將5月18日視為尼泊爾的民主日。 
2008年5月29日，尼泊尔议会投票通过一部新宪法，宣布正式废除君主制，將尼泊爾转变为议会制共和国。